# Стахів Ігор Олегович
Ігор Олегович Стахів (нар. 30 липня 1999) — український саночник, учасник зимових Олімпійських ігор 2022 року.

## Виступи на Олімпійських іграх
| Рік  | Місце проведення | Двійки | Естафета |
| ---- | ---------------- | ------ | -------- |
| 2022 | Пекін, Китай     | 15     | 11       |

## Виступи на чемпіонатах світу
| Рік                          | Місце проведення             | Двійки                       | Естафета                     | Спринт                       |
| Чемпіонат світу серед молоді | Чемпіонат світу серед молоді | Чемпіонат світу серед молоді | Чемпіонат світу серед молоді | Чемпіонат світу серед молоді |
| ---------------------------- | ---------------------------- | ---------------------------- | ---------------------------- | ---------------------------- |
| 2019                         | Вінтерберг, Німеччина        | 4                            | —                            | —                            |
| Чемпіонат світу              |                              |                              |                              |                              |
| 2019                         | Вінтерберг, Німеччина        | 19                           | 9                            | 18                           |
| 2021                         | Кенігзее, Німеччина          | 19                           | 7                            | 21                           |

## Виступи на чемпіонатах Європи
| Рік                           | Місце проведення              | Двійки                        | Естафета                      |
| Чемпіонат Європи серед молоді | Чемпіонат Європи серед молоді | Чемпіонат Європи серед молоді | Чемпіонат Європи серед молоді |
| ----------------------------- | ----------------------------- | ----------------------------- | ----------------------------- |
| 2020                          | Ліллегаммер, Норвегія         | 3                             | —                             |
| 2021                          | Сігулда, Латвія               | 4                             | —                             |
| Чемпіонат Європи              |                               |                               |                               |
| 2019                          | Обергоф, Німеччина            | 11                            | 7                             |
| 2020                          | Ліллегаммер, Норвегія         | 14                            | 8                             |
| 2021                          | Сігулда, Латвія               | 16                            | 6                             |

## Кубок світу
| Сезон   | Місце | 1      | 2      | 3      | 4      | 5      | 6      | 7      | 8      | 9      |
| ------- | ----- | ------ | ------ | ------ | ------ | ------ | ------ | ------ | ------ | ------ |
| 2018–19 | 20    | ІНС 20 | ВІС    | КАЛ 16 | ЛПЛ    | КЕН 19 | СІГ 17 | АЛТ 16 | ОБР 14 | СОЧ    |
| 2019–20 | 18    | ІНС 15 | ЛПЛ    | ВІС 19 | АЛТ 18 | ЛІЛ 14 | СІГ 17 | ОБР 17 | ВІН 10 | КЕН 15 |
| 2020–21 | 16    | ІНС 15 | АЛТ 17 | ОБР 14 | ВІН 17 | КЕН 19 | СІГ 18 | ОБР 20 | ІНС 21 | СМР 20 |
| 2021–22 |       | ЯНЦ 20 | СОЧ 17 | СОЧ 21 | АЛТ 17 | ІНС 21 | ВІН 15 | СІГ 18 | ОБР    | СМР    |

## Кубок націй
| Сезон   | Місце | 1      | 2     | 3      | 4      | 5      | 6      | 7      | 8      | 9     |
| ------- | ----- | ------ | ----- | ------ | ------ | ------ | ------ | ------ | ------ | ----- |
| 2018–19 | 3     | ІНС 12 | ВІС   | КАЛ 4  | ЛПЛ ·  | КЕН 7  | СІГ 7  | АЛТ 9  | ОБР 6  | СОЧ   |
| 2019–20 | 3     | ІНС 9  | ЛПЛ 7 | ВІС 8  | АЛТ 11 | ЛІЛ 8  | СІГ 10 | ОБР 10 | ВІН 4  | КЕН 6 |
| 2020–21 | 12    | ІНС    | АЛТ   | ОБР    | ВІН 6  | КЕН 9  | СІГ 8  | ОБР 8  | ІНС 10 | СМР 8 |
| 2021–22 |       | ЯНЦ 12 | СОЧ 9 | СОЧ 12 | АЛТ 12 | ІНС 11 | ВІН 9  | СІГ 10 | ОБР    | СМР   |